# 8-oxogeranial
8-oxogeranial je organická sloučenina patřící mezi monoterpeny. Vzniká působením 8-hydroxygeranioldehydrogenázy na 8-hydroxygeraniol. 8-oxogeranial následně slouží jako substrát pro iridoidsyntázu, která vytváří cis-trans-iridodial a cis-trans-nepetalaktol.